# Антонінська волость
Антонінська волость — адміністративно-територіальна одиниця Ізяславського повіту Волинської губернії з центром у селі Антоніни. Наприкінці ХІХ ст. до складу волості увійшли більшість поселень ліквідованої Юначківської волості.
Станом на 1886 рік складалася з 9 поселень, 9 сільських громад. Населення — 6863 особи (3385 чоловічої статі та 3478 — жіночої), 668 дворових господарств.
|                     | Площа, десятин | У тому числі орної, десятин |
| ------------------- | -------------- | --------------------------- |
| Сільських громад    | 6007           | 4596                        |
| Приватної власності | 4374           | 3027                        |
| Іншої власності     | 291            | 211                         |
| Загалом             | 10672          | 7834                        |

Основні поселення волості:
- Антоніни — колишнє власницьке село при річці Ікопоть за 40 верст від повітового міста, 958 осіб, 138 дворів; волосне правління, православна церква, школа, лікарня, 2 постоялих двори, водяний млин. За 2 версти - цегельний завод.
- Закриниччя — колишнє власницьке село при стурмку Джурбі, 732 особи, 101 двір, православна церква, школа, постоялий будинок.
- Мазепинці — колишнє власницьке село при річці Ікопоть, 414 осіб, 57 двіорів, православна церква, школа, постоялий будинок, водяний млин.
- Малі Пузирки — колишнє власницьке село при річці Ікопоть, 543 особи, 67 дворів, православна церква, школа, постоялий будинок, винокурний завод.
- Рублянка — колишнє власницьке село при струмку Самець, 605 осіб, 73 двори, православна церква, школа, постоялий будинок.
- Якимівці — колишнє власницьке село при річці Ікопоть, 687 осіб, православна церква, каплиця, школа, постоялий будинок.